# Jan Hejda
Jan Hejda, född 18 juni 1978, är en tjeckisk före detta professionell ishockeyspelare som spelade för Edmonton Oilers, Columbus Blue Jackets och Colorado Avalanche i National Hockey League (NHL).

## Statistik

### Klubbkarriär
| 1997–98    | HC Slavia Praha       | ELH        | 44  | 2  | 5   | 7   | 51  | 5  | 0 | 0 | 0  | 6  |
| 1998–99    | HC Slavia Praha       | ELH        | 34  | 1  | 2   | 3   | 38  | —  | — | — | —  | —  |
| 1999–00    | HC Slavia Praha       | ELH        | 26  | 1  | 2   | 3   | 14  | —  | — | — | —  | —  |
| 1999–00    | HC Femax Havířov      | ELH        | 7   | 0  | 2   | 2   | 6   | —  | — | — | —  | —  |
| 1999–00    | HC Liberec            | CZE.2      | 1   | 0  | 0   | 0   | 4   | —  | — | — | —  | —  |
| 2000–01    | HC Slavia Praha       | ELH        | 38  | 2  | 6   | 8   | 70  | 11 | 3 | 0 | 3  | 12 |
| 2000–01    | SK Kadaň              | CZE.2      | 8   | 1  | 0   | 1   | 6   | —  | — | — | —  | —  |
| 2001–02    | HC Slavia Praha       | ELH        | 42  | 9  | 8   | 17  | 52  | 9  | 1 | 1 | 2  | 14 |
| 2002–03    | HC Slavia Praha       | ELH        | 52  | 6  | 11  | 17  | 44  | 17 | 5 | 8 | 13 | 12 |
| 2003–04    | CSKA Moskva           | RSL        | 60  | 1  | 6   | 7   | 26  | —  | — | — | —  | —  |
| 2004–05    | CSKA Moskva           | RSL        | 60  | 2  | 11  | 13  | 59  | —  | — | — | —  | —  |
| 2005–06    | Chimik Moskva Oblast  | RSL        | 50  | 3  | 13  | 16  | 58  | 9  | 2 | 3 | 5  | 24 |
| 2006–07    | Edmonton Oilers       | NHL        | 39  | 1  | 8   | 9   | 20  | —  | — | — | —  | —  |
| 2006–07    | Hamilton Bulldogs     | AHL        | 5   | 0  | 3   | 3   | 21  | —  | — | — | —  | —  |
| 2007–08    | Columbus Blue Jackets | NHL        | 81  | 0  | 13  | 13  | 61  | —  | — | — | —  | —  |
| 2008–09    | Columbus Blue Jackets | NHL        | 82  | 3  | 18  | 21  | 38  | 3  | 0 | 0 | 0  | 2  |
| 2009–10    | Columbus Blue Jackets | NHL        | 62  | 3  | 10  | 13  | 36  | —  | — | — | —  | —  |
| 2010–11    | Columbus Blue Jackets | NHL        | 77  | 5  | 15  | 20  | 28  | —  | — | — | —  | —  |
| 2011–12    | Colorado Avalanche    | NHL        | 81  | 5  | 14  | 19  | 24  | —  | — | — | —  | —  |
| 2012–13    | Colorado Avalanche    | NHL        | 46  | 1  | 9   | 10  | 28  | —  | — | — | —  | —  |
| 2013–14    | Colorado Avalanche    | NHL        | 78  | 6  | 11  | 17  | 40  | 7  | 0 | 0 | 0  | 6  |
| 2014–15    | Colorado Avalanche    | NHL        | 81  | 1  | 12  | 13  | 42  | —  | — | — | —  | —  |
| 2015–16    | Lake Erie Monsters    | AHL        | 11  | 0  | 0   | 0   | 0   | –  | – | – | –  | –  |
| NHL totalt | NHL totalt            | NHL totalt | 627 | 25 | 110 | 135 | 317 | 10 | 0 | 0 | 0  | 8  |

### Internationellt
| År            | Lag           | Turnering     | Resultat      |    | Matcher | Mål | Assist | Poäng | Utv |
| ------------- | ------------- | ------------- | ------------- | -- | ------- | --- | ------ | ----- | --- |
| 2003          | Tjeckien      | VM            | 4:a           | 9  | 0       | 0   | 0      | 4     |     |
| 2004          | Tjeckien      | VM            | 5:a           | 7  | 1       | 1   | 2      | 8     |     |
| 2005          | Tjeckien      | VM            | 1             | 9  | 0       | 0   | 0      | 2     |     |
| 2006          | Tjeckien      | VM            | 2             | 9  | 0       | 0   | 0      | 4     |     |
| 2008          | Tjeckien      | VM            | 5:a           | 7  | 1       | 0   | 1      | 0     |     |
| 2010          | Tjeckien      | OS            | 7:a           | 5  | 0       | 0   | 0      | 4     |     |
| 2013          | Tjeckien      | VM            | 7:a           | 8  | 0       | 1   | 1      | 0     |     |
| 2015          | Tjeckien      | VM            | 4:a           | 10 | 0       | 2   | 2      | 2     |     |
| Senior totalt | Senior totalt | Senior totalt | Senior totalt | 64 | 2       | 4   | 6      | 24    |     |